# 埃克拉哈雷
埃克拉哈雷（Eklahare），是印度马哈拉施特拉邦Nashik县的一个城镇。总人口12010（2001年）。

## 人口
该地2001年总人口12010人，其中男性6257人，女性5753人；0—6岁人口1227人，其中男630人，女597人；识字率75.59%，其中男性为83.41%，女性为67.08%。